# ANSWER... SHINE
「ANSWER... SHINE」（アンサー シャイン）は、日本の歌手・ØMI（登坂広臣）の配信限定デジタル・シングルである。2021年10月15日にCDL entertainment / LDH Recordsから発売された。

## 概要
- 前作「ANSWER... SHADOW」のコンセプト「影」とは対極の「光」の世界観にフォーカスを当てた[1]。

- リード曲「You (Prod. SUGA of BTS)」はBTSのSUGAプロデュースによる楽曲。ØMIとSUGAが直接意見交換しながら制作したで、ギターサウンドを織り交ぜたSUGAトラックに、ØMIから“You”（＝ファン）への思いを込めた歌詞を乗せた爽やかなポップソング[2]。ミュージックビデオは日本国内の大自然のロケーションで撮影された、前作「ANSWER... SHADOW」と今作「ANSWER... SHINE」を通してØMIが自身の“ANSWER”を探し求め旅に出るさまを描いた作品[3]。同日付世界40の国と地域のiTunesトップソングチャートで1位を記録[4] 。2021年10月23日付の米ビルボード“World Digital Song Sales Weekly Chart”で3位を獲得[5]。

## 収録曲
1. You (Prod. SUGA of BTS) [3:07]
作詞・作曲：SUGA, EL CAPITXN, UTA, Yohei, Shin Won Park
2. Starlight [3:20]
作詞：Yohei、作曲：PURPLE NIGHT, Yohei